# Wydawnictwo Iskry

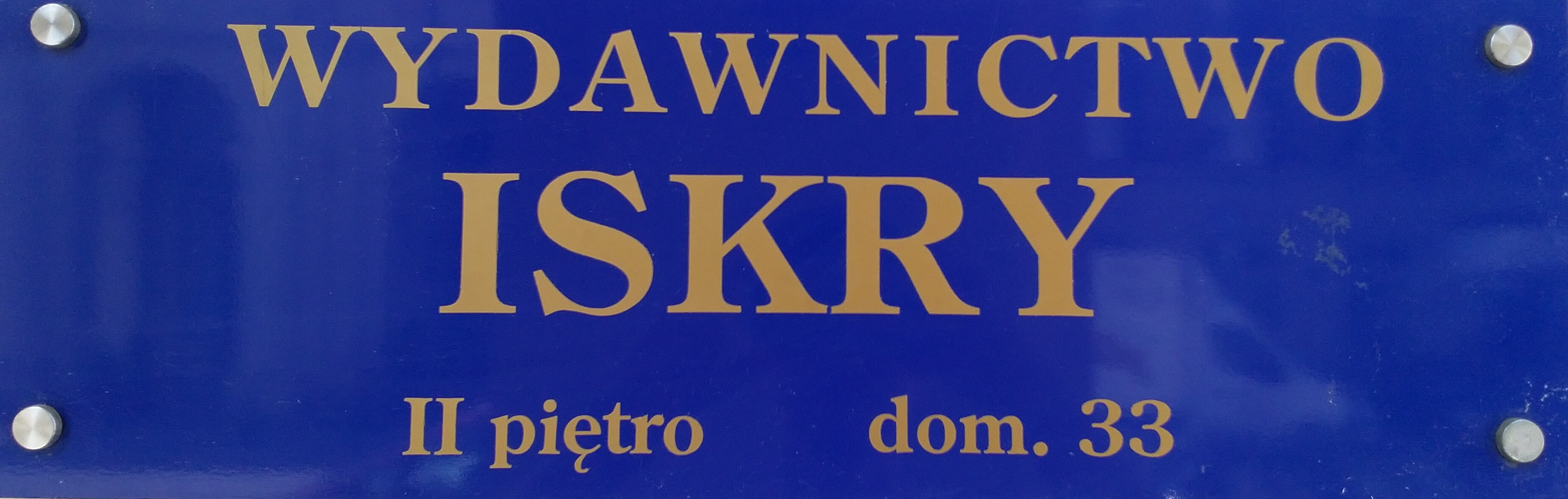
Tabliczka przed wejściem do siedziby wydawnictwa

Wydawnictwo Iskry – polskie wydawnictwo założone w 1952 w Warszawie jako Państwowe Wydawnictwo Młodzieżowe „Iskra”, następnie Państwowe Wydawnictwo „Iskry”. Wydawca literatury dla dzieci i młodzieży.
Przez pierwsze 62 lata działalności siedziba „Iskier“ mieściła się przy ul. Smolnej 11, w dawnym warszawskim mieszkaniu Tadeusza Boya-Żeleńskiego. W 2014 redakcja przeniosła się na al. Wyzwolenia 18.

## Państwowe Wydawnictwo „Iskry”
Nazwa wydawnictwa nawiązywała do wydawanego w latach 1923–1939 tygodnika dla młodzieży „Iskry” i serii książek „Biblioteka Iskier”. W dokumencie założycielskim wydawnictwa ujęto, że głównym jego zadaniem jest wydawanie literatury dla młodzieży. W 1952 wydano zaledwie 11 tytułów, w 1955 już 169, a przez pierwsze 20 lat blisko 3000 (w tym 705 wznowień).
Wśród wydawanych autorów rekordzistami byli Arkady Fiedler (12 książek wydanych w „Iskrach”, łączny nakład 2 070 000 egz.), Janusz Meissner (19 tytułów, łączny nakład 1 715 000 egz.), Zenon Kosidowski (4 pozycje książkowe, nakład łączny ponad 1 000 000 egz.), czy Marian Brandys (5 książek, nakład łączny 450 000 egz.). W „Iskrach” wydawali także inni popularni autorzy, tacy jak Melchior Wańkowicz, Alina i Czesław Centkiewiczowie, czy Janusz Przymanowski (ogólny nakład książki Czterej pancerni i pies wyniósł do 1972 r. 530 000 egz.).
Wydawnictwo w okresie PRL-u zgromadziło wokół siebie czołowych pisarzy uprawiających reportaż krajowy i zagraniczny (m.in. Jerzy Ambroziewicz, Olgierd Budrewicz, Kazimierz Dziewanowski, Wiesław Górnicki, Thor Heyerdahl, Ryszard Kapuściński, Krzysztof Kąkolewski, Stefan Kozicki, Jerzy Lovell, Andrzej Mularczyk).
Wydawano znanych pisarzy dla młodzieży, wśród nich m.in.: Jack London (ponad dwadzieścia tytułów, nakład ponad 2 590 000 egz.), James Oliver Curwood (nakład blisko 2 000 000 egz,), James Fenimore Cooper, Robert Louis Stevenson, Mark Twain i in.
W Państwowym Wydawnictwie „Iskry” debiutowali m.in. Ernest Bryll, Juliusz Erazm Bolek, Stanisław Grochowiak, Małgorzata Hillar, Eugeniusz Kabatc, Magda Leja, Aleksander Minkowski, Natalia Rolleczek, Edward Stachura (debiut poetycki), Andrzej Szypulski. Wydawnictwo było też inicjatorem powołania miesięcznika literackiego dla debiutantów „Nowy Wyraz” (1972).
Znakiem rozpoznawczym „Iskier” stały się jednak przede wszystkim seryjne edycje wydawnicze, m.in.:
- „ABC Stolic Świata” (powst. 1961; seria publicystyczno reportażowa – monografie stolic państw świata)
- „Biblioteka Literatury Faktu” (seria międzywydawnicza, powstała w 1975 r.; reportaże polskie i zagraniczne)
- „Biblioteka Niezapominajki” (od 1959 do 1967; popularnonaukowe opracowania z najnowszej historii Polski)
- „Biblioteka Postępowego Wychowania” (seria wydawana razem z Towarzystwem Szkoły Świeckiej w latach 1958–1962)
- „Biblioteka Powszechna” (popularna seria międzywydawnicza, wydawana w latach 1957–1967, obejmująca literaturę piękną, społeczno-polityczną i popularnonaukową)

- „Biblioteka Stańczyka” (wydawana od 1957 r.; literatura satyryczna i humorystyczna)
- „Człowiek Poznaje Świat” (wyd. od 1960; seria poświęcona wynalazkom i uczonym-odkrywcom)
- „Ewa wzywa 07” (cykl sensacyjno-obyczajowy wydawany od 1968 r. – wynik konkursu wydawnictwa i Komendy Głównej Milicji Obywatelskiej; powieści i opowiadania o tematyce sensacyjnej, popularyzujące działalność Milicji Obywatelskiej)
- „Fantastyka-Przygoda” (wyd. od 1966 r.; powieści, zbiory opowiadań oraz antologie z gatunku fantastyki naukowej – głównie polskich, radzieckich i anglosaskich autorów, ale także tłumaczenia z innych języków obcych)
- „Klasyka Młodych” (seria międzywydawnicza, powst. 1973, pod red. Stanisława Zielińskiego; wśród autorów m.in. James Fenimore Cooper, James Oliver Curwood, Aleksander Dumas, Walentin Katajew, Jack London, Boris Polewoj, Robert Louis Stevenson, Mark Twain, Owen Wister)
- „Klub Srebrnego Klucza” (wyd. od 1956 r.; cykl sensacyjno-obyczajowo-kryminalny autorów polskich i zagranicznych)
- „Łowcy sensacji” (reportaże i antologie reportaży; wśród autorów m.in. Olgierd Budrewicz, Wiesław Górnicki, Wacław Korabiewicz i Lucjan Wolanowski)
- „Naokoło świata” (pod red. Krystyny Goldbergowej i Zbigniewa Stolarka; Wydawany od 1956 r. blisko dwustutomowy cykl reportaży i opowieści podróżniczych w jednolitej szacie graficznej, bogato ilustrowanych fotografiami. Wśród autorów polskich i zagranicznych m.in. Karen Blixen, Olgierd Budrewicz, Antonio Halik, Thor Heyerdahl, Ryszard Kapuściński, Wacław Korabiewicz, Lennart Meri, Ewa Szumańska, Melchior Wańkowicz, czy Lucjan Wolanowski)
- „Świat się zmienia” (seria wydawana od 1960 r.; reportaże krajowe i zagraniczne, wśród autorów: Mirosław Azembski, Kazimierz Dziewanowski, Wojciech Giełżyński, Wiesław Górnicki. Artur Hajnicz, Grzegorz Jaszuński, Hanna Krall, Jean-Paul Sartre, Witold Zalewski)
- „Z kogutem” (seria młodzieżowa, wydawana od 1966 r.; powieści autorów polskich i zagranicznych)

W siedzibie wydawnictwa utworzono „Salon Boya-Żeleńskiego”, gdzie przechowywano pamiątki po pisarzu.
W 1992 wydawnictwo zostało sprywatyzowane.

## Wydawnictwo Iskry
Nakładem „Iskier” ukazywały się m.in. książki Erwina Axera, Tadeusza Boya-Żeleńskiego, Jarosława Borszewicza, Jerzego Bralczyka, Konstantego Ildefonsa Gałczyńskiego, Jarosława Iwaszkiewicza, Brunona Jasieńskiego, Stefana Kisielewskiego, Jalu Kurka, Aleksandra Krawczuka, Władysława Łozińskiego, Andrzeja Mleczki, Karola Modzelewskiego, Marka Nowakowskiego, Owidiusza, Daniela Passenta, Mieczysława F. Rakowskiego, Janusza Rolickiego, J.D. Salingera, Andrzeja Strzeleckiego, Edwarda Stachury, Janusza Tazbira, Stefana Themersona, Krzysztofa Teodora Toeplitza, J.R.R. Tolkiena, Juliana Tuwima, Marka Twaina, Jana Stanisława Witkiewicza i Aleksandry Ziółkowskiej-Boehm.
Wydawnictwo specjalizuje się w literaturze faktu, poezji, wydaje autorów polskich piszących o historii i kulturze polskiej.

## Dyrektorzy
- 1952–1958 Celina Milska
- 1958–1969 Jerzy Wittlin
- 1969–1976 Ignacy Gajewski
- 1977–1987 Łukasz Szymański
- 1987– obcenie Wiesław Uchański[4]